# Humerieuops tuberculatus
Humerieuops tuberculatus is een keversoort uit de familie bladrolkevers (Attelabidae). De wetenschappelijke naam van de soort werd in 1921 gepubliceerd door Arthur Mills Lea.